# که‌نین (طبقه اجتماعی)
که‌نین (به ژاپنی: 家人 Kenin) سومین طبقه (کاست) در کاست‌های ژاپنی بر پایه ریتسوریو طبقه سیستم حقوقی ریتسوریو در ژاپن بود. یک خادم یا مستخدم خصوصی بود که دارای موقعیت اجتماعی بهتری نسبت به یک برده داشت، این عنوان می‌توانست به ارث برسد اما فروخته نمی‌شد، که‌نین می‌توانست از خود یک زندگی خانوادگی داشته باشد.
این اصطلاح همچنین می‌تواند هم‌معنا (مترادف) با گوکه‌نین باشد. گوکه‌نین‌ها ملازمان شوگون در زمان شوگون‌سالاری کاماکورا، شوگون‌سالاری آشیکاگا و شوگون‌سالاری توکوگاوا بودند. معنای این اصطلاح در طی زمان تکامل یافت، بنابراین معنای دقیق آن با دوره تاریخی نیز تغییر کرد.